# Сарома
Саро́ма (яп. 佐呂間町 Сарома-тё:) — посёлок в Японии, находящийся в уезде Токоро округа Охотск губернаторства Хоккайдо. Площадь посёлка составляет 404,99 км², население — 5672 человека (30 июня 2014), плотность населения — 14,01 чел./км².

## Географическое положение
Посёлок расположен на острове Хоккайдо в губернаторстве Хоккайдо. С ним граничат город Китами и посёлки Энгару, Юбецу.

## Население
Население посёлка составляет 5672 человека (30 июня 2014), а плотность — 14,01 чел./км². Изменение численности населения с 1980 по 2005 годы:
| 1980 | 8666 чел. |  |
| 1985 | 8389 чел. |  |
| 1990 | 7801 чел. |  |
| 1995 | 7252 чел. |  |
| 2000 | 6666 чел. |  |
| 2005 | 6393 чел. |  |

## Символика
Деревом посёлка считается Tilia maximowicziana, цветком — рододендрон даурский, птицей — софтбол.